# Riva Aquarama

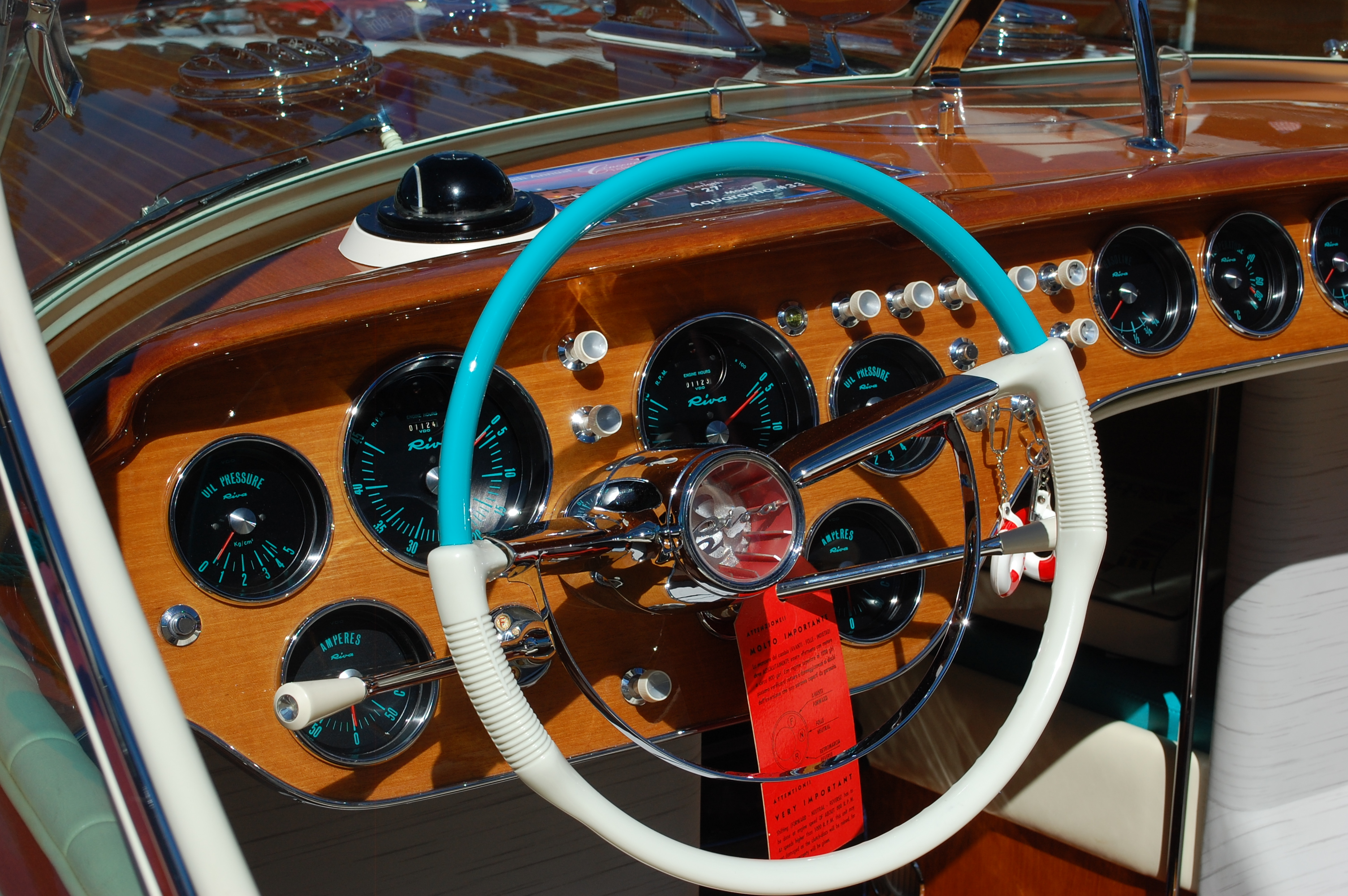
Styrpanel

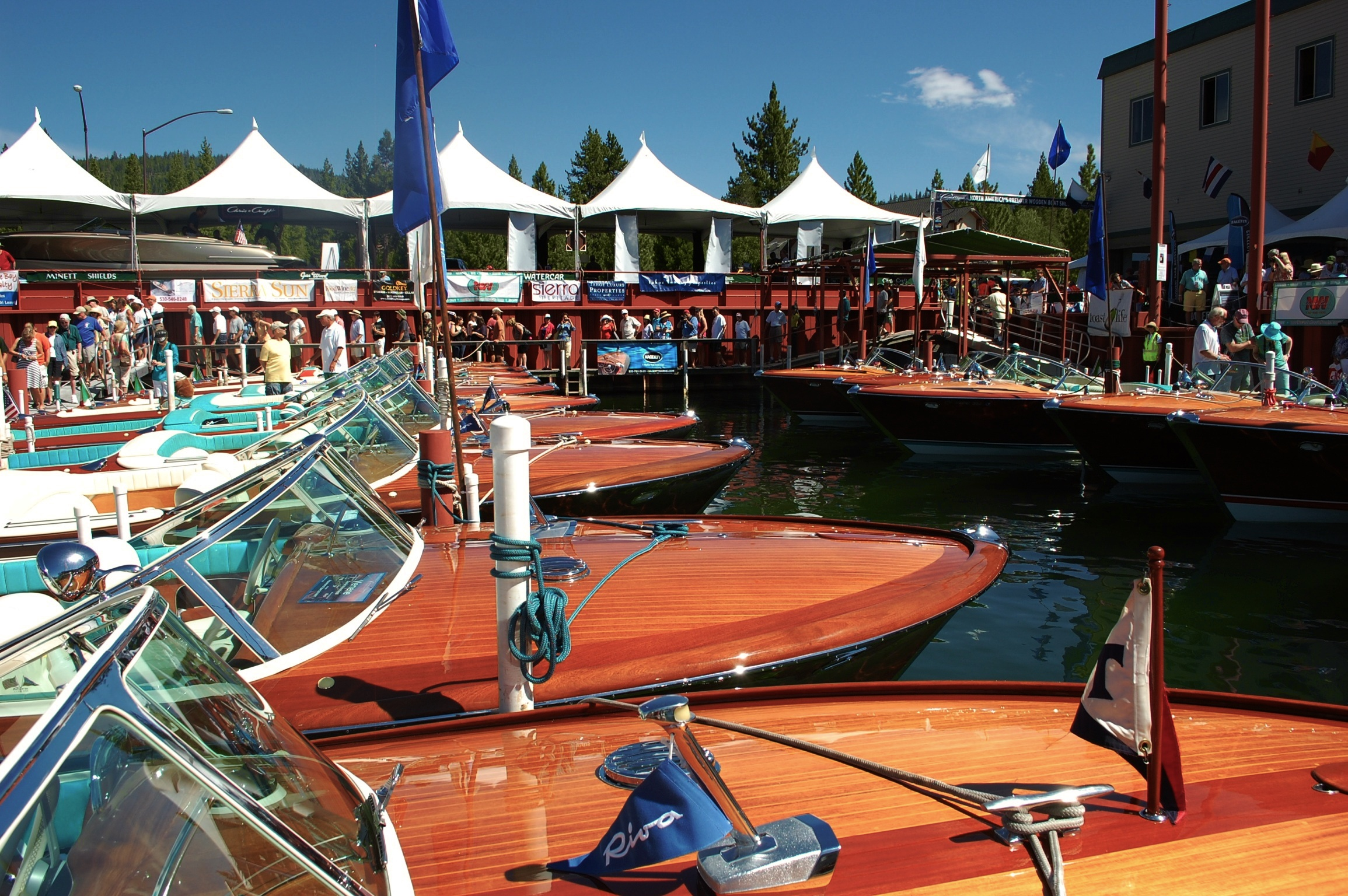
En rad av Aristas och Aquaramas

Riva Aquarama var en motorbåt som tillverkades av det italienska Riva.
Riva Aquarama är en passbåt, eller runabout i trä, som byggdes mellan 1962 och 1996. Skrovet var baserat på modellen Tritone, och båten inspirerades av amerikanska runabouts från Chris-Craft Boats.
Företaget Riva grundades av Pietro Riva 1842. Det leddes av Carlo Riva fram till 1969, då det såldes till amerikanska Whittaker Corporation.